# Люйксгестел
Люйксгестел (нід. Luyksgestel) — село в нідерландській провінції Північний Брабант. Входить до муніципалітету Бергейк.
Його площа становить 1,28 км², а населення станом на 2021 рік складало 2 480 осіб.
Перша згадка про населений пункт датується 1343 роком.
До 1997 року мало статус окремого муніципалітету.

## Галерея

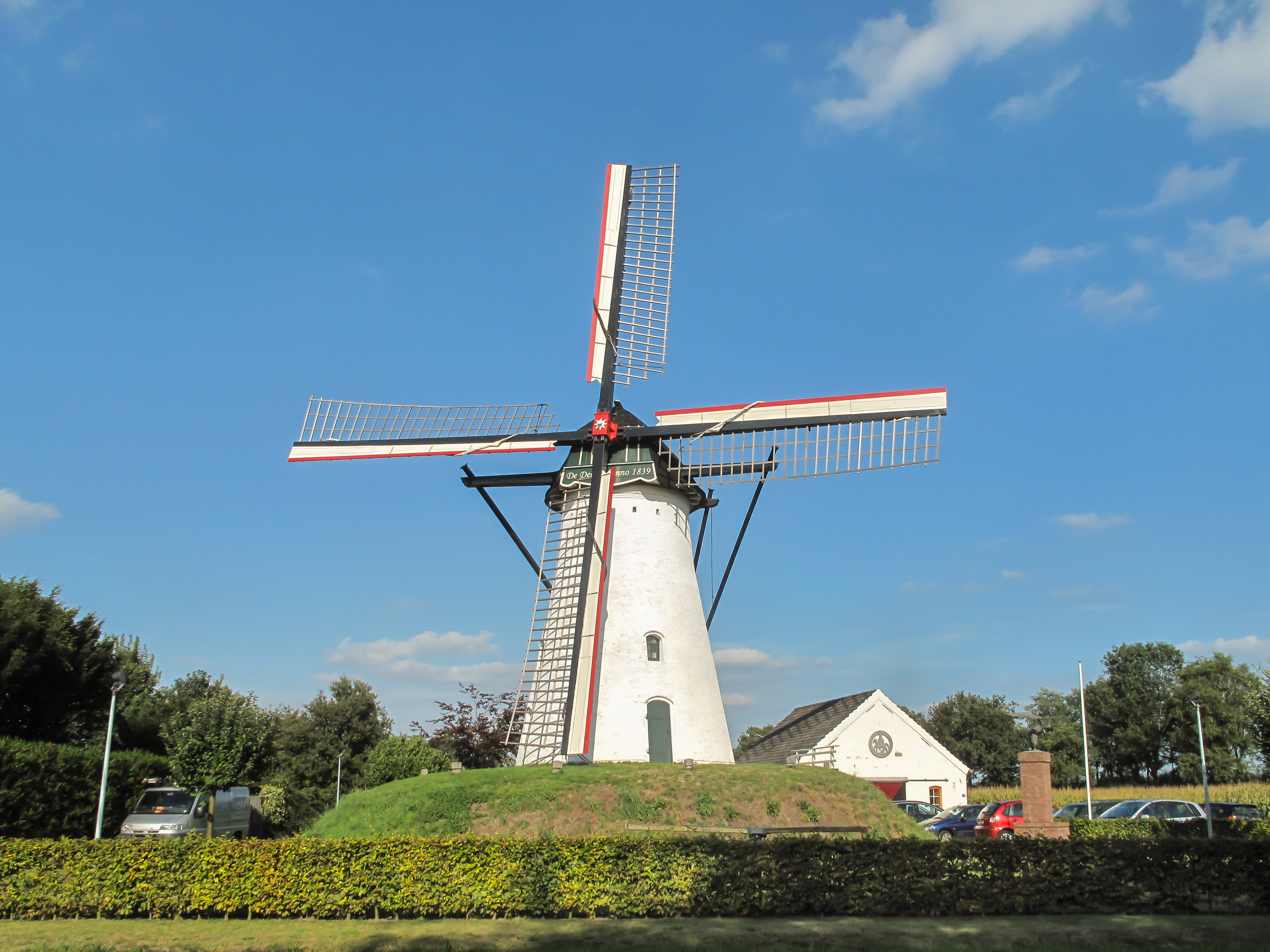
Вітряк De Deen
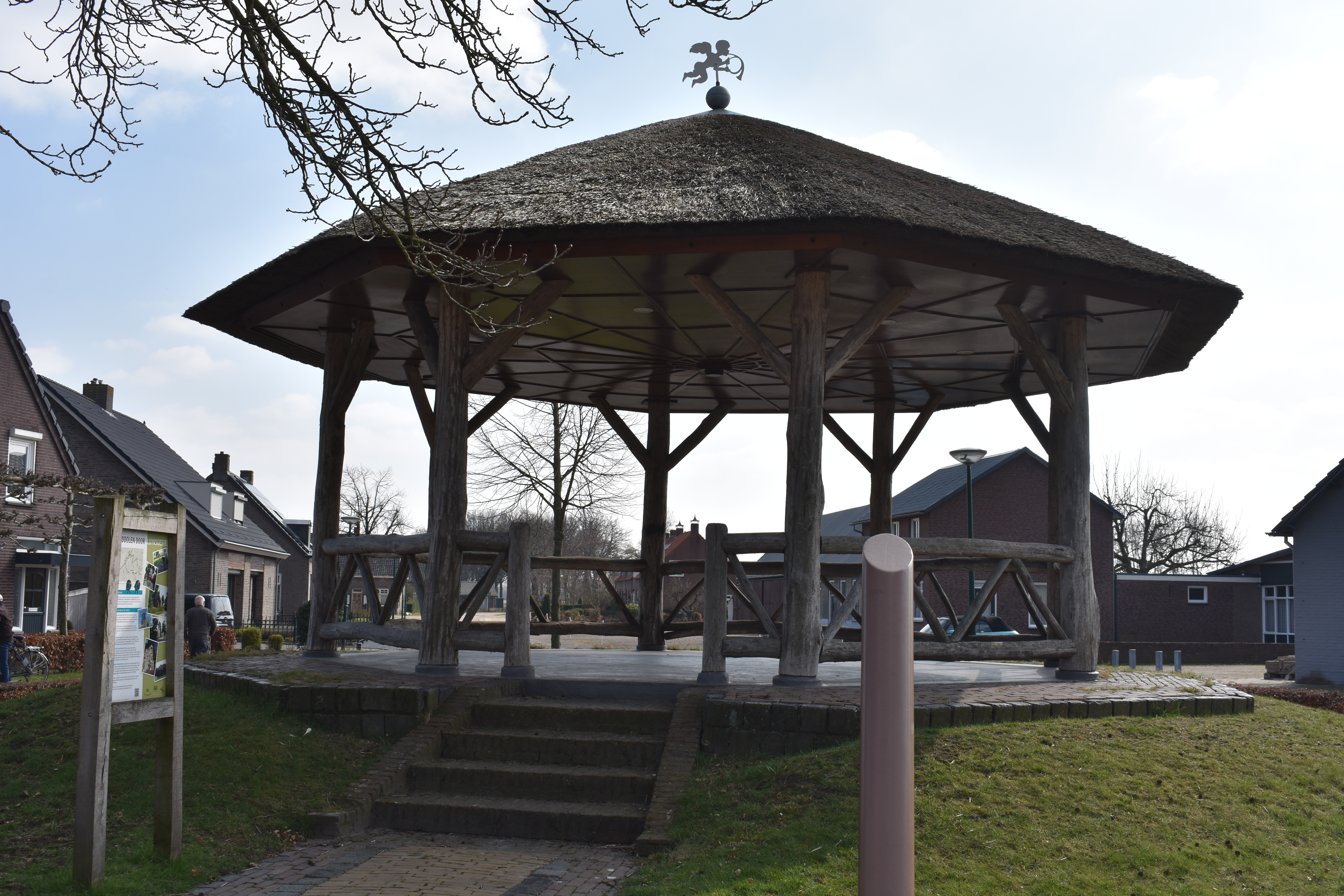
Естрада у селі
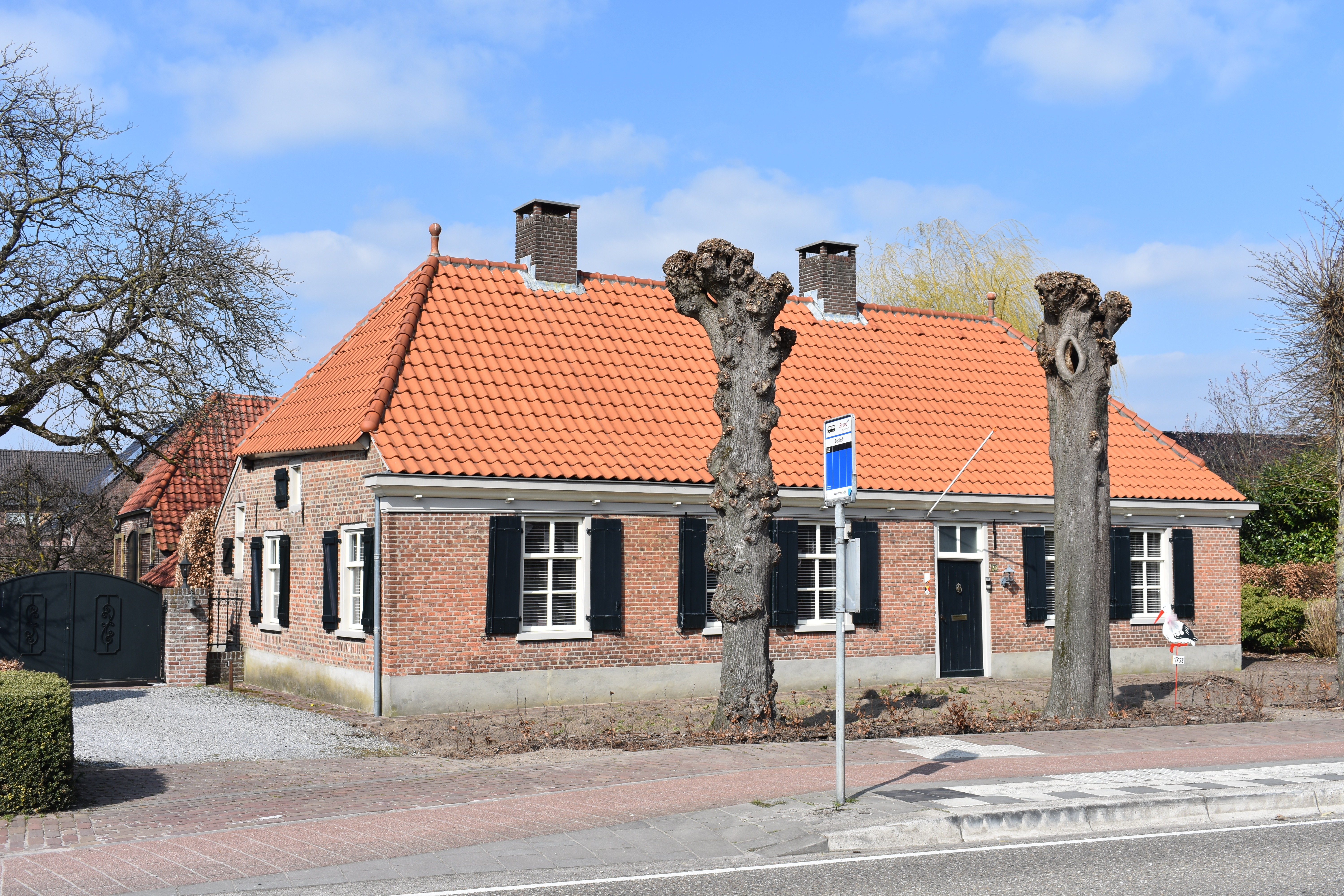
Будинок у Люйксгестелі
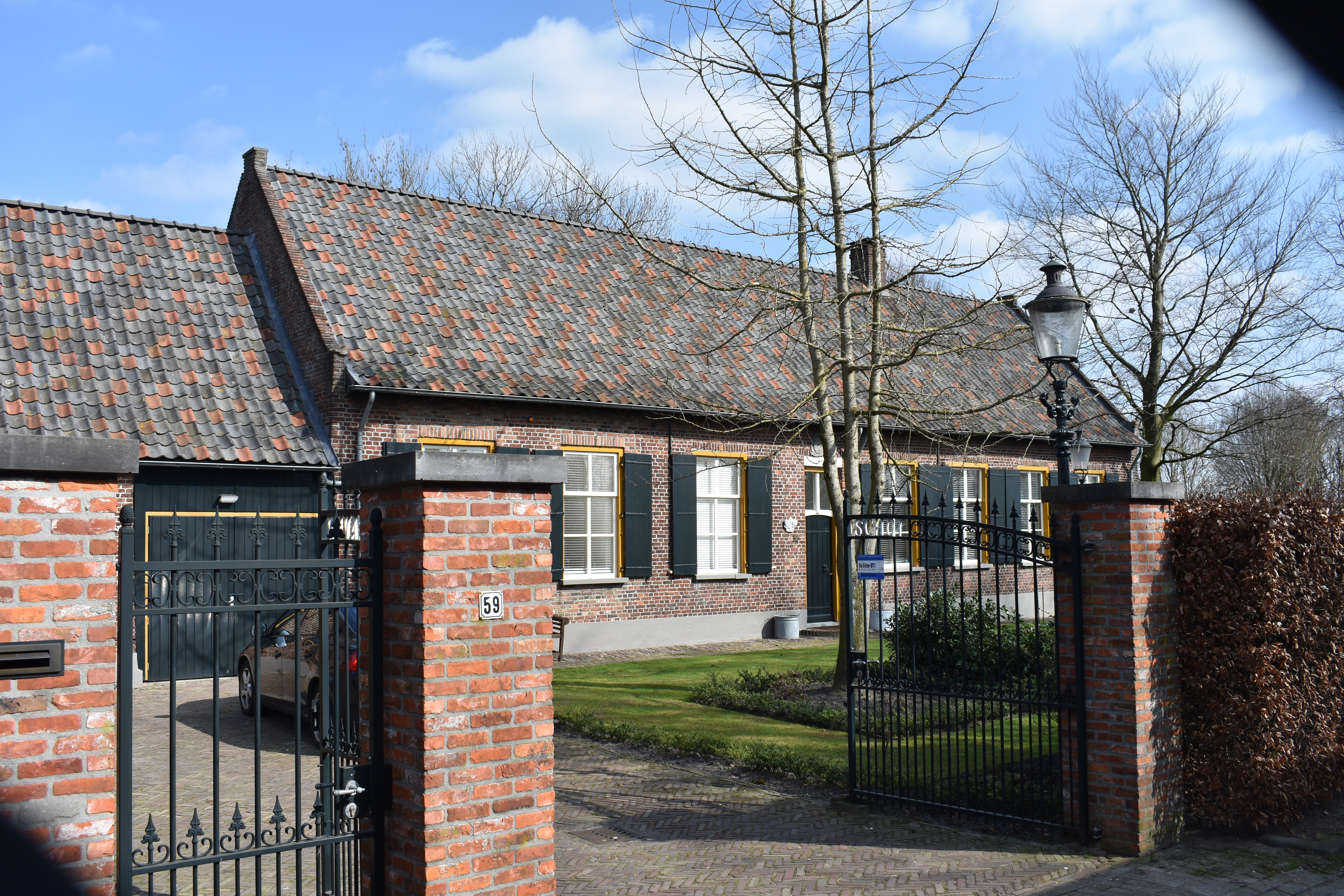
Будинок у Люйксгестелі